# 梅利利
梅利利（義大利語：Melilli），是意大利锡拉库萨省的一个市镇。总面积136.03平方公里，人口13197人，人口密度97.0人/平方公里（2009年）。ISTAT代码为089012。